# Larroque-sur-l'Osse
Pour les articles homonymes, voir Larroque.
Larroque-sur-l'Osse (La Ròca d'Òssa en gascon) est une commune française située dans le nord du département du Gers en région Occitanie. Sur le plan historique et culturel, la commune est dans le Condomois, une ancienne circonscription de la province de Gascogne ayant titre de comté.
Exposée à un climat océanique altéré, elle est drainée par l'Osse et par divers autres petits cours d'eau.
Larroque-sur-l'Osse est une commune rurale qui compte 218 habitants en 2022, après avoir connu un pic de population de 636 habitants en 1821. Elle fait partie de l'aire d'attraction de Condom. Ses habitants sont appelés les Larroquois ou  Larroquoises.
Le patrimoine architectural de la commune comprend un immeuble protégé au titre des monuments historiques : l'église Saint-Martin d'Heux, inscrite en 1977.

## Géographie

### Localisation
Larroque-sur-l'Osse est une commune de Gascogne située sur l'Osse. Située à l'ouest de Condom, elle est limitrophe du département de Lot-et-Garonne.

### Communes limitrophes
Les communes limitrophes sont  Beaumont, Condom, Fourcès, Lannes, Larressingle et Montréal.
|          | Lannes (Lot-et-Garonne) |              |
| Fourcès  | Larroque-sur-l'Osse     | Condom       |
| Montréal | Beaumont                | Larressingle |

### Géologie et relief
Larroque-sur-l'Osse se situe en zone de sismicité 1 (sismicité très faible).

### Hydrographie

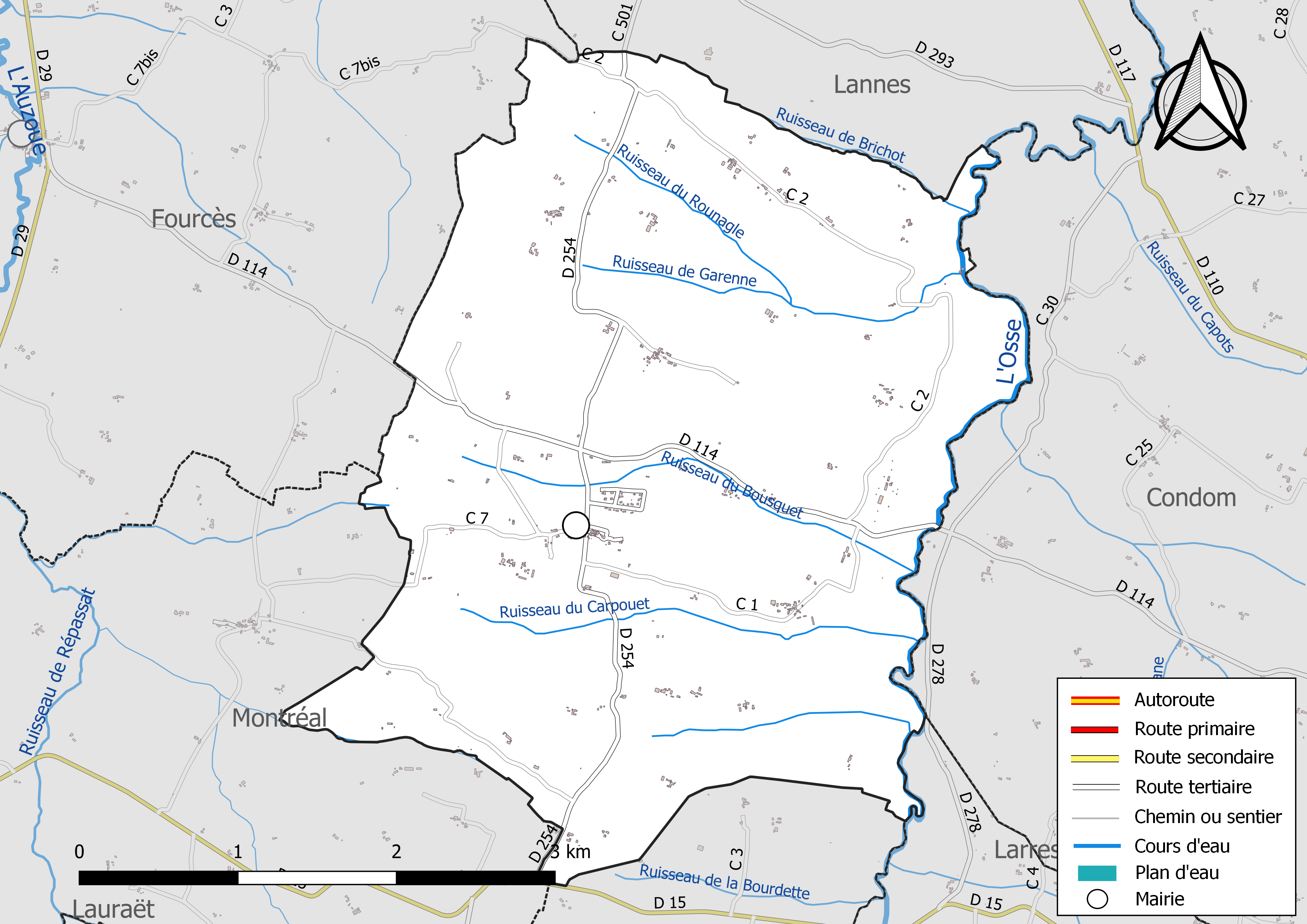
Réseaux hydrographique et routier de Larroque-sur-l'Osse.

La commune est dans le bassin de la Garonne, au sein du bassin hydrographique Adour-Garonne. Elle est drainée par l'Osse, le ruisseau de Brichot, le ruisseau de Garenne, le ruisseau de Lau, le ruisseau du Bousquet, le ruisseau du Carpouet, le ruisseau du Rounagle et par deux petits cours d'eau, qui constituent un réseau hydrographique de 16 km de longueur totale,.
L'Osse, d'une longueur totale de 120,3 km, prend sa source dans la commune de Bernadets-Debat et s'écoule vers le nord. Il traverse la commune et se jette dans la Gélise à Andiran, après avoir traversé 36 communes.

### Climat
Pour des articles plus généraux, voir Climat de l'Occitanie et Climat du Gers.
En 2010, le climat de la commune est de type climat du Bassin du Sud-Ouest, selon une étude s'appuyant sur une série de données couvrant la période 1971-2000. En 2020, Météo-France publie une typologie des climats de la France métropolitaine dans laquelle la commune est exposée à un climat océanique altéré et est dans la région climatique Aquitaine, Gascogne, caractérisée par une pluviométrie abondante au printemps, modérée en automne, un faible ensoleillement au printemps, un été chaud (19,5 °C), des vents faibles, des brouillards fréquents en automne et en hiver et des orages fréquents en été (15 à 20 jours).
Pour la période 1971-2000, la température annuelle moyenne est de 13,6 °C, avec une amplitude thermique annuelle de 15,4 °C. Le cumul annuel moyen de précipitations est de 799 mm, avec 9,9 jours de précipitations en janvier et 6,6 jours en juillet. Pour la période 1991-2020, la température moyenne annuelle observée sur la station météorologique la plus proche, située sur la commune de Condom à 8 km à vol d'oiseau, est de 13,9 °C et le cumul annuel moyen de précipitations est de 703,8 mm,. Pour l'avenir, les paramètres climatiques de la commune estimés pour 2050 selon différents scénarios d’émission de gaz à effet de serre sont consultables sur un site dédié publié par Météo-France en novembre 2022.

### Milieux naturels et biodiversité
Aucun espace naturel présentant un intérêt patrimonial n'est recensé sur la commune dans l'inventaire national du patrimoine naturel,,.

## Urbanisme

### Typologie
Au 1er janvier 2024, Larroque-sur-l'Osse est catégorisée commune rurale à habitat très dispersé, selon la nouvelle grille communale de densité à sept niveaux définie par l'Insee en 2022.
Elle est située hors unité urbaine. Par ailleurs la commune fait partie de l'aire d'attraction de Condom, dont elle est une commune de la couronne,. Cette aire, qui regroupe 23 communes, est catégorisée dans les aires de moins de 50 000 habitants,.

### Occupation des sols
L'occupation des sols de la commune, telle qu'elle ressort de la base de données européenne d’occupation biophysique des sols Corine Land Cover (CLC), est marquée par l'importance des territoires agricoles (97 % en 2018), en augmentation par rapport à 1990 (95,7 %). La répartition détaillée en 2018 est la suivante : 
cultures permanentes (46,3 %), terres arables (32,7 %), zones agricoles hétérogènes (16,7 %), forêts (3 %), prairies (1,3 %). L'évolution de l’occupation des sols de la commune et de ses infrastructures peut être observée sur les différentes représentations cartographiques du territoire : la carte de Cassini (XVIIIe siècle), la carte d'état-major (1820-1866) et les cartes ou photos aériennes de l'IGN pour la période actuelle (1950 à aujourd'hui).

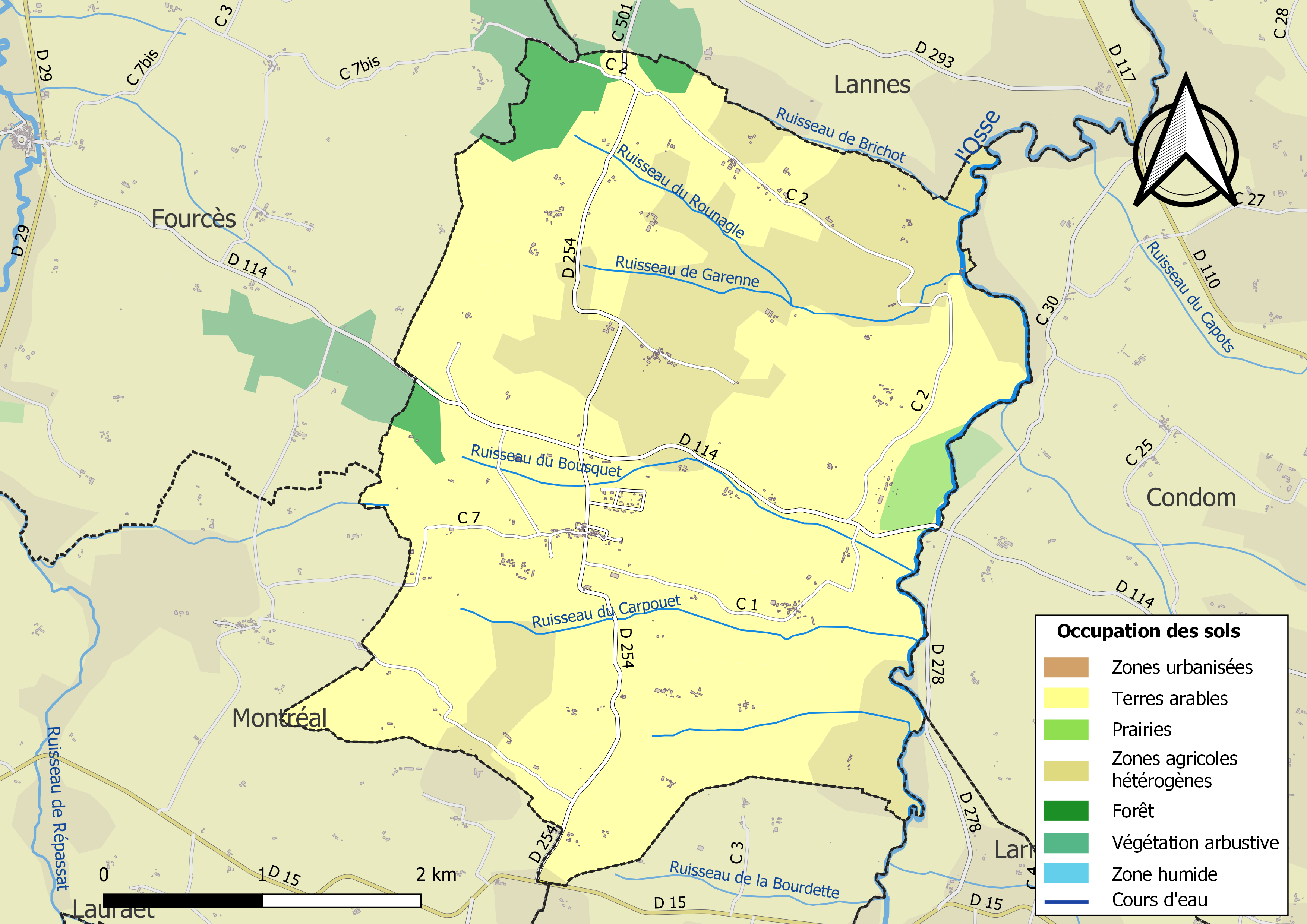
Carte des infrastructures et de l'occupation des sols de la commune en 2018 (CLC).

### Risques majeurs
Le territoire de la commune de Larroque-sur-l'Osse est vulnérable à différents aléas naturels : météorologiques (tempête, orage, neige, grand froid, canicule ou sécheresse) et séisme (sismicité très faible). Un site publié par le BRGM permet d'évaluer simplement et rapidement les risques d'un bien localisé soit par son adresse soit par le numéro de sa parcelle.

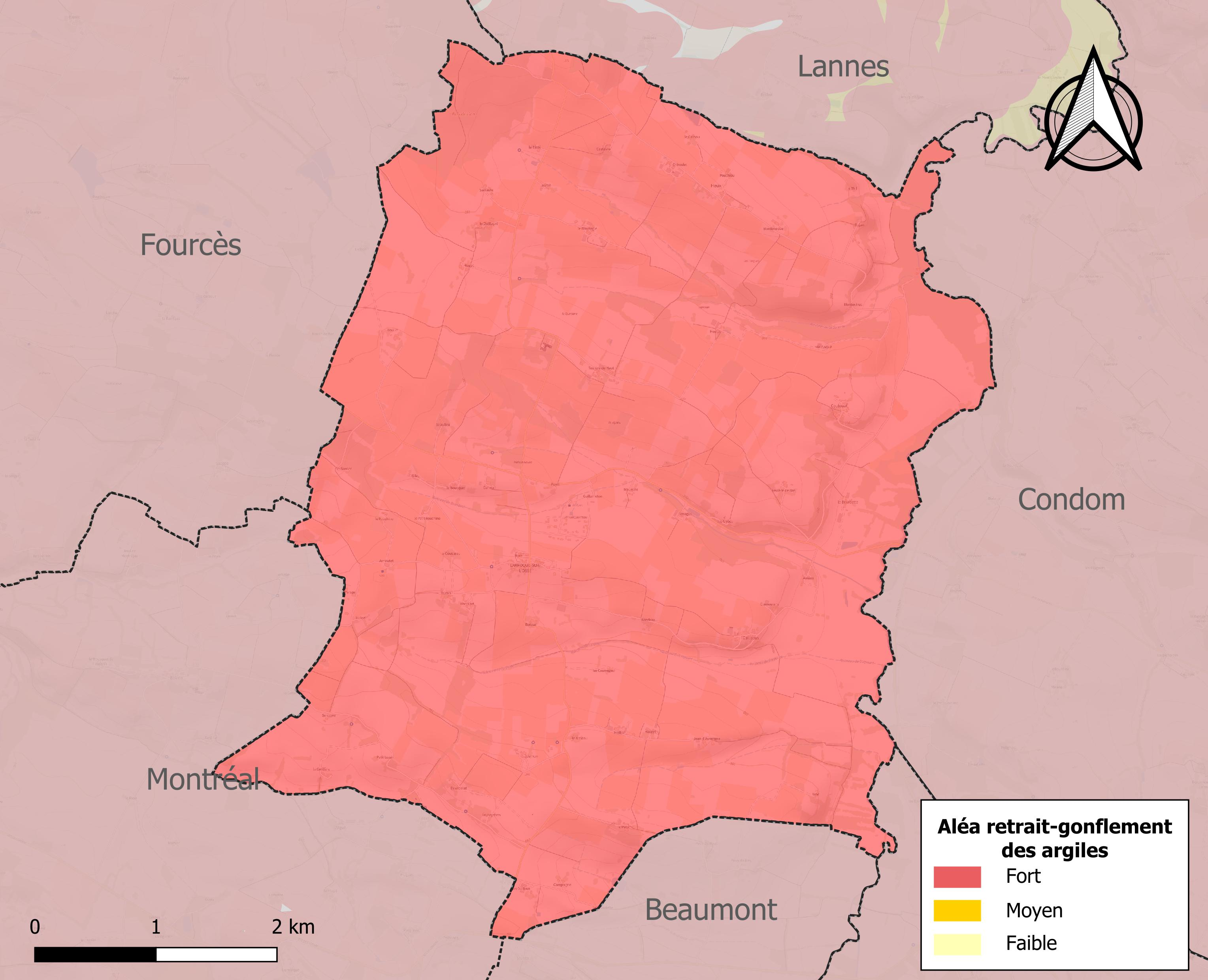
Carte des zones d'aléa retrait-gonflement des sols argileux de Larroque-sur-l'Osse.

Le retrait-gonflement des sols argileux est susceptible d'engendrer des dommages importants aux bâtiments en cas d’alternance de périodes de sécheresse et de pluie. La totalité de la commune est en aléa moyen ou fort (94,5 % au niveau départemental et 48,5 % au niveau national). Sur les 144 bâtiments dénombrés sur la commune en 2019, 144 sont en aléa moyen ou fort, soit 100 %, à comparer aux 93 % au niveau départemental et 54 % au niveau national. Une cartographie de l'exposition du territoire national au retrait gonflement des sols argileux est disponible sur le site du BRGM,.
Par ailleurs, afin de mieux appréhender le risque d’affaissement de terrain, l'inventaire national des cavités souterraines permet de localiser celles situées sur la commune.
La commune a été reconnue en état de catastrophe naturelle au titre des dommages causés par les inondations et coulées de boue survenues en 1999, 2009 et 2018. Concernant les mouvements de terrains, la commune a été reconnue en état de catastrophe naturelle au titre des dommages causés par la sécheresse en 1989, 1991, 1993 et 2003 et par des mouvements de terrain en 1999.

## Politique et administration
| Période                                  | Période  | Identité         | Étiquette | Qualité      |
| ---------------------------------------- | -------- | ---------------- | --------- | ------------ |
| mars 2001                                | 2008     | Christian Aubry  |           |              |
| mars 2008                                | En cours | Patricia Esperon | LR        | Agricultrice |
| Les données manquantes sont à compléter. |          |                  |           |              |

## Démographie
| 1793 | 1800 | 1806 | 1821 | 1831 | 1841 | 1846 | 1851 | 1856 |
| ---- | ---- | ---- | ---- | ---- | ---- | ---- | ---- | ---- |
| 627  | 618  | 634  | 636  | 616  | 613  | 602  | 618  | 596  |

| 1861 | 1866 | 1872 | 1876 | 1881 | 1886 | 1891 | 1896 | 1901 |
| ---- | ---- | ---- | ---- | ---- | ---- | ---- | ---- | ---- |
| 575  | 568  | 529  | 531  | 545  | 518  | 511  | 463  | 436  |

| 1906 | 1911 | 1921 | 1926 | 1931 | 1936 | 1946 | 1954 | 1962 |
| ---- | ---- | ---- | ---- | ---- | ---- | ---- | ---- | ---- |
| 467  | 399  | 406  | 391  | 427  | 386  | 361  | 391  | 392  |

| 1968 | 1975 | 1982 | 1990 | 1999 | 2004 | 2006 | 2009 | 2014 |
| ---- | ---- | ---- | ---- | ---- | ---- | ---- | ---- | ---- |
| 350  | 270  | 258  | 254  | 226  | 202  | 198  | 213  | 238  |

| 2019 | 2022 | - | - | - | - | - | - | - |
| ---- | ---- | - | - | - | - | - | - | - |
| 223  | 218  | - | - | - | - | - | - | - |

## Économie

### Revenus
En 2018  (données Insee publiées en septembre 2021), la commune compte 103 ménages fiscaux, regroupant 227 personnes. La médiane du revenu disponible par unité de consommation est de 23 940 € (20 820 € dans le département).

### Emploi
|                | 2008  | 2013  | 2018  |
| -------------- | ----- | ----- | ----- |
| Commune        | 3,1 % | 4,3 % | 2,4 % |
| Département    | 6,1 % | 7,5 % | 8,2 % |
| France entière | 8,3 % | 10 %  | 10 %  |

En 2018, la population âgée de 15 à 64 ans s'élève à 128 personnes, parmi lesquelles on compte 81,6 % d'actifs (79,2 % ayant un emploi et 2,4 % de chômeurs) et 18,4 % d'inactifs,. Depuis 2008, le taux de chômage communal (au sens du recensement) des 15-64 ans est inférieur à celui de la France et du département.
La commune fait partie de la couronne de l'aire d'attraction de Condom, du fait qu'au moins 15 % des actifs travaillent dans le pôle,. Elle compte 75 emplois en 2018, contre 78 en 2013 et 60 en 2008. Le nombre d'actifs ayant un emploi résidant dans la commune est de 111, soit un indicateur de concentration d'emploi de 67,7 % et un taux d'activité parmi les 15 ans ou plus de 55,2 %.
Sur ces 111 actifs de 15 ans ou plus ayant un emploi, 38 travaillent dans la commune, soit 34 % des habitants. Pour se rendre au travail, 78,7 % des habitants utilisent un véhicule personnel ou de fonction à quatre roues, 1,9 % les transports en commun, 3,8 % s'y rendent en deux-roues, à vélo ou à pied et 15,7 % n'ont pas besoin de transport (travail au domicile).

### Activités hors agriculture
24 établissements sont implantés  à Larroque-sur-l'Osse au 31 décembre 2019. Le tableau ci-dessous en détaille le nombre par secteur d'activité et compare les ratios avec ceux du département,.
Le secteur des activités spécialisées, scientifiques et techniques et des activités de services administratifs et de soutien est prépondérant sur la commune puisqu'il représente 25 % du nombre total d'établissements de la commune (6 sur les 24 entreprises implantées  à Larroque-sur-l'Osse), contre 14,4 % au niveau départemental.

### Agriculture
La commune est dans le Ténarèze, une petite région agricole occupant le centre du département du Gers, faisant transition entre lʼAstarac “pyrénéen”, dont elle est originaire et dont elle prolonge et atténue le modelé, et la Gascogne garonnaise dont elle annonce le paysage. En 2020, l'orientation technico-économique de l'agriculture  sur la commune est la viticulture.
|               | 1988  | 2000  | 2010  | 2020  |
| ------------- | ----- | ----- | ----- | ----- |
| Exploitations | 39    | 37    | 29    | 23    |
| SAU (ha)      | 1 198 | 1 339 | 1 225 | 1 091 |

Le nombre d'exploitations agricoles en activité et ayant leur siège dans la commune est passé de 39 lors du recensement agricole de 1988  à 37 en 2000 puis à 29 en 2010 et enfin à 23 en 2020, soit une baisse de 41 % en 32 ans. Le même mouvement est observé à l'échelle du département qui a perdu pendant cette période 51 % de ses exploitations,. La surface agricole utilisée sur la commune a également diminué, passant de 1 198 ha en 1988 à 1 091 ha en 2020. Parallèlement la surface agricole utilisée moyenne par exploitation a augmenté, passant de 31 à 47 ha.

## Culture locale et patrimoine

### Lieux et monuments
- Tour de Luzan : site castral du XVe siècle perdu en pleine campagne, il en reste une tour qui possède encore ses mâchicoulis et une porte en ogive.
- Église Saint-Pierre, église paroissiale en activité dans le village.
- Église Saint-Martin d'Heux. L'édifice est inscrit à l'inventaire des monuments historiques depuis 1977[29].

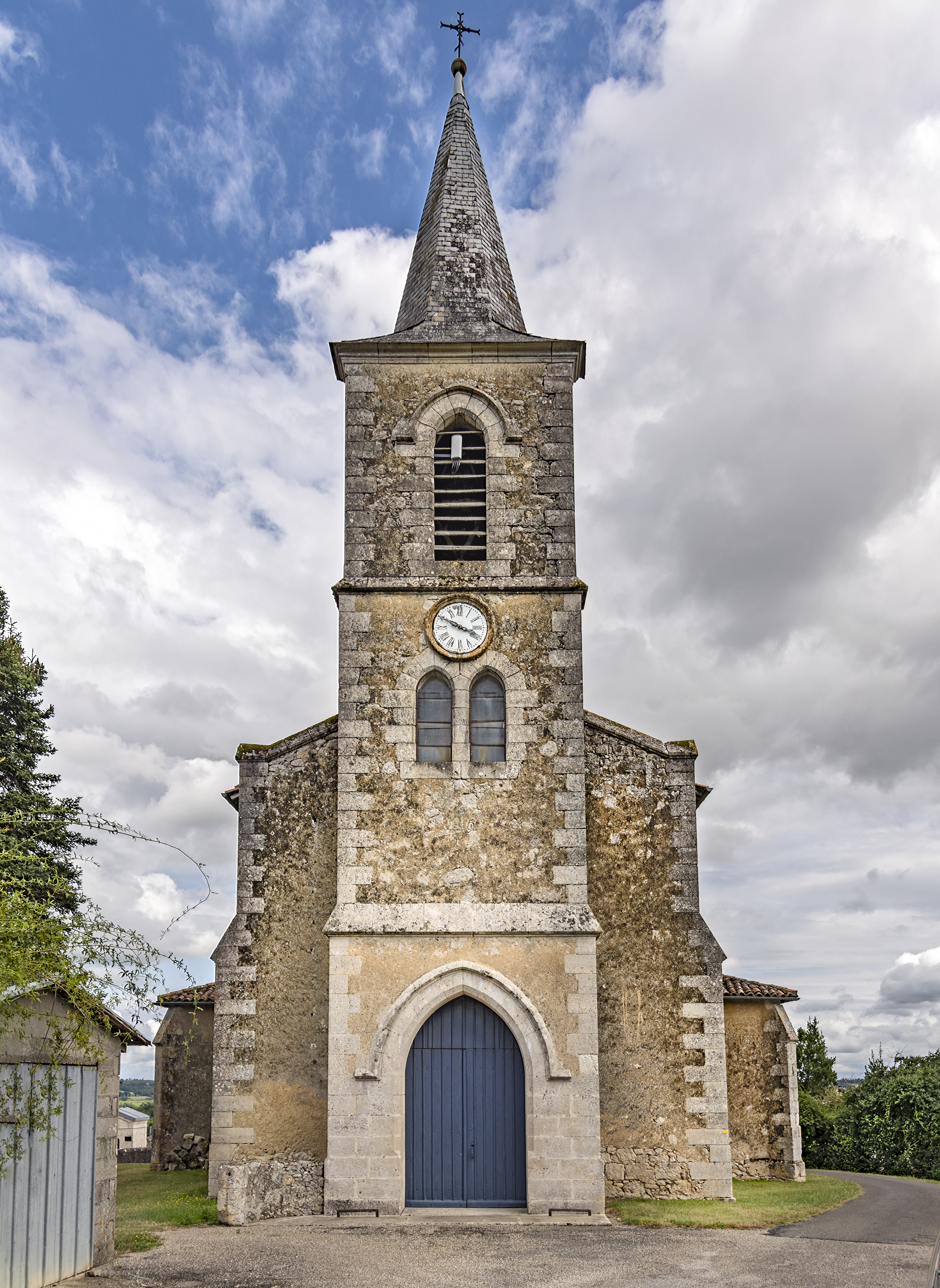
Église Saint-Pierre.
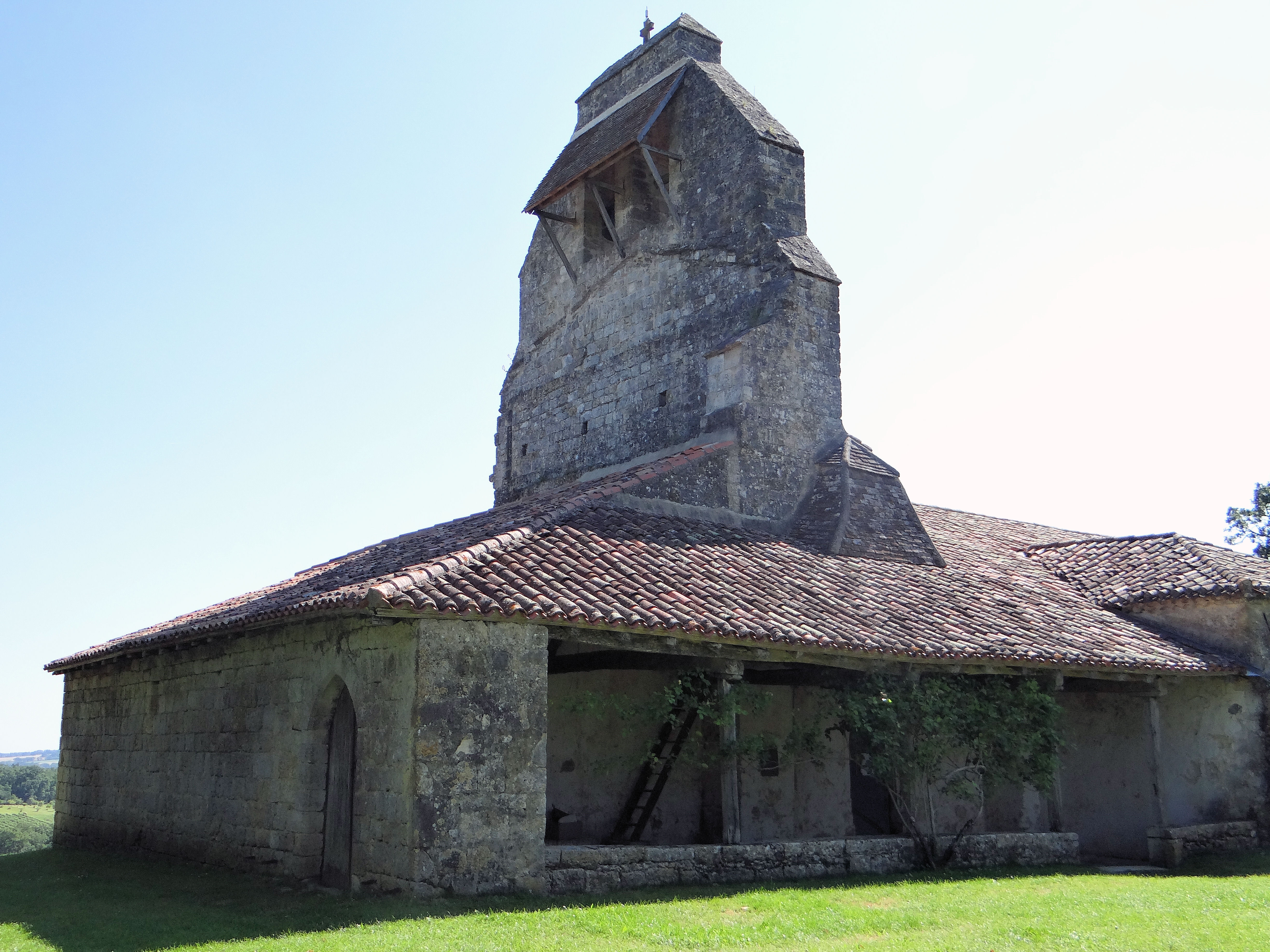
Église Saint-Martin d'Heux.
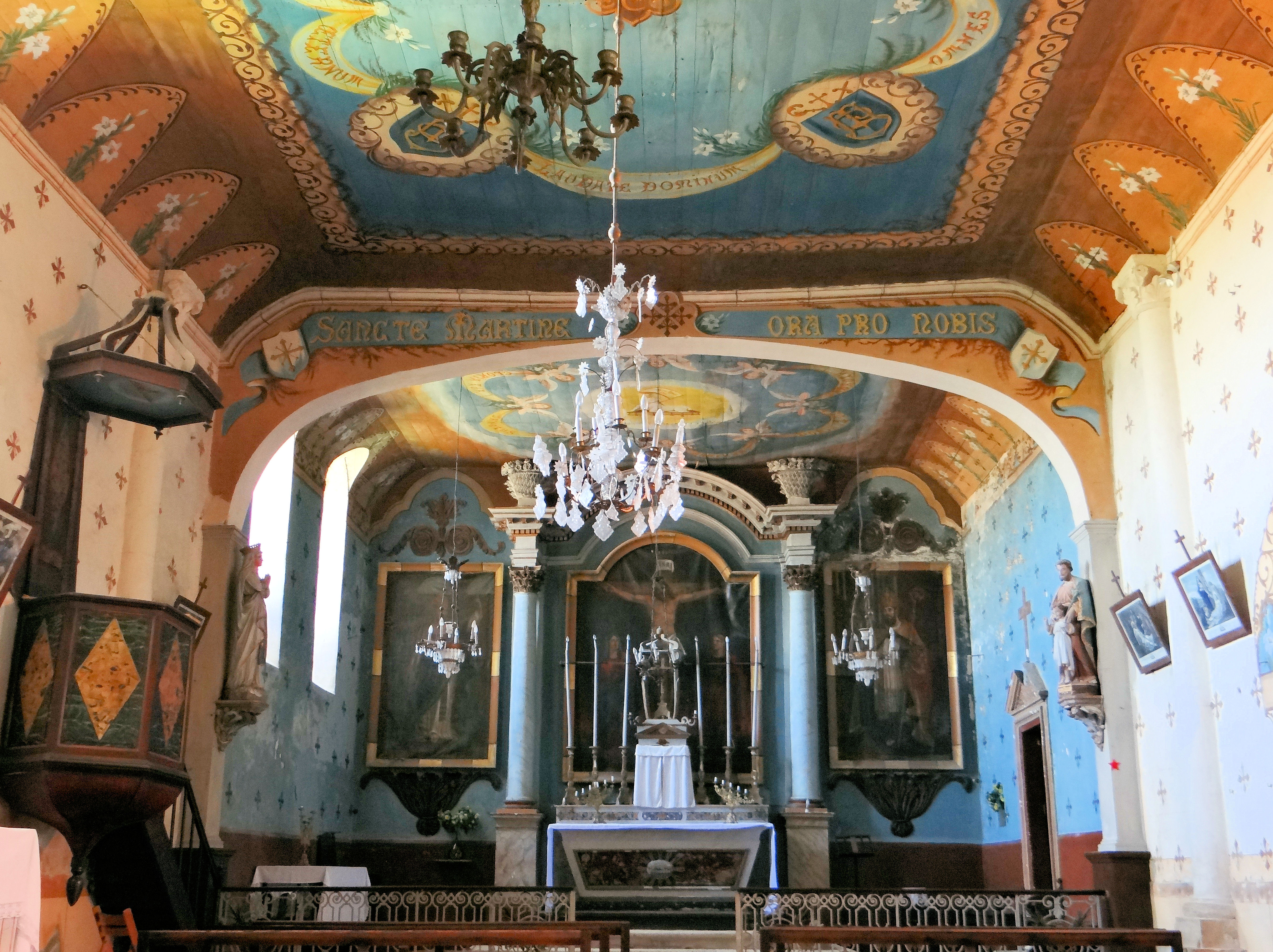
Église Saint-Martin d'Heux, l'intérieur.